# Emil Cenčič
Emil Cenčič (tudi Cencig), slovenski rimskokatoliški duhovnik in narodni delavec slovenskega rodu, * 25. december 1925, Črni Vrh, Podbonesec, † 9. december 2012, San Vito al Tagliamento, Pordenone.

## Življenje in delo
Rodil se je v Črnem Vrhu pri Podbonescu v družini kmetice Antonije Špehonja ter kmeta in ribiča Jožefa Cenčiča. Gimnazijo in bogoslovje je študiral v Vidmu (1937-1949) in bil 29. junija 1949 posvečen v mašnika. Najprej je v letih 1949-1952 kot kaplan služboval v Meržolah (sedaj Masarolis) in Prapotnem, nato od 1952-1955 kot župni upravitelj v Čaneboli pri Fojdi, kjer je postavil novo cerkev, bil od 1955-1957 kaplan v Comegliansu v Karnijskih Alpah, od koder je odšel v Arbeč pri Podbonescu in v Gorenji Tarbilj pri Srednjah. V času službovanja je na Univerzi v Padovi končal študij prava. Z župnikoma Birtičem in Lavrenčičem je leta 1966 ustanovil kulturno-verski list Dom. V Domu in na številnih predavanjih je zagovarjal naravne, narodne, verske in politične pravice beneških Slovencev ter žigosal gospodarsko zapostavljenost Benečije, ki je  prebivalstvo silila v odseljevanje.